# Спиро Цветковски
Спиро Иванов Цветковски е български революционер, деец на Вътрешната македоно-одринска революционна организация.

## Биография
Спиро Цветковски е роден през 1884 година в демирхисарското село Простране, тогава в Османската империя. Получава основно образование и работи в София. През декември 1902 година се връща в родното си село, а селският учител Христо Илиев го заклева във ВМОРО. На 13 юли 1903 година минава в нелегалност и става четник в четата на Йордан Пиперката. През Илинденско-Преображенското въстание участва в сражението при Сълп на 20 юли, при Гюргейда, Карбунишко на 24 юли, на 22 август (нов стил) край Цер, край Еврейка, Пировско с четата на Никола Дечев, както и между Бабино и Слоещица на 15 август.
През 1912 година емигрира в САЩ, откъдето се завръща в Македония през 1920 година. Жени се за Стефанка, с която имат дъщеря Стойна. Дочаква освобождението на Вардарска Македония през 1941 година.